# Hossam Essadak
Hossam Essadak, in arabo معاد ضحاك‎? (Casablanca, 22 luglio 2005), è un calciatore marocchino, trequartista del Union Touarga.

## Statistiche

### Presenze e reti nei club
Statistiche aggiornate 3 maggio 2025.
| Stagione             | Squadra              | Campionato           | Campionato | Campionato | Coppe nazionali | Coppe nazionali | Coppe nazionali | Coppe continentali | Coppe continentali | Coppe continentali | Altre coppe | Altre coppe | Altre coppe | Totale | Totale |
| Stagione             | Squadra              | Comp                 | Pres       | Reti       | Comp            | Pres            | Reti            | Comp               | Pres               | Reti               | Comp        | Pres        | Reti        | Pres   | Reti   |
| -------------------- | -------------------- | -------------------- | ---------- | ---------- | --------------- | --------------- | --------------- | ------------------ | ------------------ | ------------------ | ----------- | ----------- | ----------- | ------ | ------ |
| 2023-2024            | Union Touarga        | B1                   | 9          | 1          | CM              | 1               | 0               |                    | -                  | -                  |             | -           | -           | 10     | 1      |
| 2024-2025            | Union Touarga        | B1                   | 16         | 2          | CM+EC           | 2+1             | 1+0             | CAF CC             | 2                  | 0                  |             | -           | -           | 21     | 4      |
| Totale Union Touarga | Totale Union Touarga | Totale Union Touarga | 25         | 3          |                 | 4               | 1               |                    | 2                  | 0                  |             | -           | -           | 31     | 4      |
| Totale carriera      | Totale carriera      | Totale carriera      | 25         | 3          |                 | 4               | 1               |                    | 2                  | 0                  |             | -           | -           | 31     | 4      |

## Palmarès

### Individuale
- XI All Star Team della Coppa delle nazioni africane Under-20: 1

2025